# Semjon Milošević
Semjon Milošević (Čapljina, 21 ottobre 1979) è un ex calciatore bosniaco, di ruolo difensore.

## Carriera
Nel 2008 vinse il trofeo Ismir Pintol come miglior giocatore della stagione nel Sarajevo. Nel settembre del 2007 fu convocato dalla nazionale maggiore per un'amichevole contro la Moldavia, senza tuttavia scendere in campo.

## Palmarès

### Club

#### Competizioni nazionali
- Campionato bosniaco: 2

Zrinjski Mostar: 2004-2005
Sarajevo: 2006-2007